# (400066) 2006 SF127
(400066) 2006 SF127 es un asteroide perteneciente al cinturón de asteroides, descubierto el 24 de septiembre de 2006 por el equipo del Lowell Observatory Near-Earth-Object Search desde la Estación Anderson Mesa (condado de Coconino, cerca de Flagstaff, Arizona, Estados Unidos).

## Designación y nombre
Designado provisionalmente como 2006 SF127.

## Características orbitales
2006 SF127 está situado a una distancia media del Sol de 2,714 ua, pudiendo alejarse hasta 3,421 ua y acercarse hasta 2,007 ua. Su excentricidad es 0,260 y la inclinación orbital 9,616 grados. Emplea 1633,88 días en completar una órbita alrededor del Sol.

## Características físicas
La magnitud absoluta de 2006 SF127 es 16,9. Tiene 3,252 km de diámetro y su albedo se estima en 0,035.